# NGC 3540
NGC 3540 (ook wel NGC 3548) is een lensvormig sterrenstelsel in het sterrenbeeld Grote Beer. Het hemelobject werd op 11 maart 1831 ontdekt door de Britse astronoom John Herschel.

## Synoniemen
- NGC 3548
- UGC 6196
- MCG 6-25-11
- ZWG 185.11
- NPM1G +36.0243
- PGC 33806